# Arnd Peiffer
Arnd Peiffer (Wolfenbüttel, 1987. március 18. –) olimpiai és világbajnok német sílövő.

## Pályafutása
Junior világbajnokságon két alkalommal állhatott dobogóra, 2008-ban a harmadik helyen ért célba a sprint és a váltó versenyszámokban.
A felnőttek mezőnyében 2009-ben mutatkozott be, a világkupában. A 2008/2009-es szezont összetettben a harmincnyolcadik helyen zárta.
Ugyancsak 2009-ben indult először világbajnokságon is, a Dél-Koreában megtartott viadalon a váltó illetve a vegyes váltó tagjaként bronzérmet nyert.
Olimpián 2010-ben, Vancouverben képviselheti először hazáját.
2021 márciusában bejelentett a visszavonulását.

## Eredményei

### Olimpia
| Év   | Világbajnokság | Versenyszám | Versenyszám | Versenyszám   | Versenyszám | Versenyszám | Versenyszám |
| Év   | Világbajnokság | Egyéni      | Sprint      | Üldözőverseny | Tömegrajtos | Váltó       |             |
| ---- | -------------- | ----------- | ----------- | ------------- | ----------- | ----------- | ----------- |
| 2010 | Vancouver      |             | 37          | 37            | 17          | 5           |             |
| 2018 | Phjongcshang   |             | 1           |               |             |             |             |

### Világbajnokság
| Év   | Világbajnokság   | Versenyszám | Versenyszám | Versenyszám   | Versenyszám | Versenyszám | Versenyszám  |
| Év   | Világbajnokság   | Egyéni      | Sprint      | Üldözőverseny | Tömegrajtos | Váltó       | Vegyes váltó |
| ---- | ---------------- | ----------- | ----------- | ------------- | ----------- | ----------- | ------------ |
| 2009 | Phjongcshang     |             |             |               |             | 3           | 3            |
| 2010 | Hanti-Manszijszk |             |             |               |             |             | 1            |
| 2011 | Hanti-Manszijszk | 15          | 1           | 4             | 8           | 7           | 2            |
| 2012 | Ruhpolding       | 7           | 37          | 17            | 7           | 3           | 3            |

### Világkupa
| Idény   | Összesített eredmény Helyezés (Pontszám) | Összesített eredmény Helyezés (Pontszám) | Összesített eredmény Helyezés (Pontszám) | Összesített eredmény Helyezés (Pontszám) | Összesített eredmény Helyezés (Pontszám) |
| Idény   | Összetett                                | Egyéni                                   | Sprint                                   | Üldözőverseny                            | Tömegrajtos                              |
| ------- | ---------------------------------------- | ---------------------------------------- | ---------------------------------------- | ---------------------------------------- | ---------------------------------------- |
| 2008/09 | 38 (209)                                 | 54 (24)                                  | 23 (142)                                 | 44 (43)                                  | 0                                        |
| 2009/10 | 9 (646)                                  | 33 (40)                                  | 6 (267)                                  | 9 (160)                                  | 3 (161)                                  |
| 2010/11 | 4 (735)                                  | 14 (84)                                  | 3 (333)                                  | 8 (175)                                  | 6 (143)                                  |
| 2011/12 | 4 (736)                                  | 12 (69)                                  | 4 (270)                                  | 3 (257)                                  | 8 (140)                                  |

| 2008/09    | Hanti-Manszijszk Sprint                                                                               | Oberhof Váltó Ruhpolding Váltó | Phjongcshang Vegyes váltó (VB) Phjongcshang Váltó (VB) Vancouver Váltó                                |
| 2009/10    | Antholz-Anterselva Sprint Hanti-Manszijszk Vegyes váltó (VB)                                          | Antholz-Anterselva Üldözőverseny Hanti-Manszijszk Tömegrajtos | Hochfilzen Váltó Oberhof Váltó                                                                        |
| 2010/11    | Oberhof Váltó Antholz-Anterselva Váltó Presque Isle Sprint Hanti-Manszijszk Sprint (VB)               | Oberhof Sprint Hanti-Manszijszk Vegyes váltó (VB) | |
| 2011/12    | Oberhof Sprint Holmenkollen Üldözőverseny                                                             | Nové Město na Moravě Üldözőverseny Antholz-Anterselva Váltó Holmenkollen Sprint Hanti-Manszijszk Sprint Hanti-Manszijszk Üldözőverseny Hanti-Manszijszk Tömegrajtos | Ruhpolding Váltó (VB) Ruhpolding Vegyes váltó (VB)                                                    |
| Összesítés | Egyéni: 0 Sprint: 5 Üldözőverseny: 1 Tömegrajtos: 0 Váltó: 2 Vegyes váltó: 1 ------------ Összesen: 9 | Egyéni: 0 Sprint: 3 Üldözőverseny: 3 Tömegrajtos: 2 Váltó: 3 Vegyes váltó: 1 ------------ Összesen: 12                                                              | Egyéni: 0 Sprint: 0 Üldözőverseny: 0 Tömegrajtos: 0 Váltó: 5 Vegyes váltó: 2 ------------ Összesen: 7 |

- O - Olimpia és egyben világkupa forduló is.
- VB - Világbajnokság és egyben világkupa forduló is.